# Autostrada A215 (Niemcy)
Autostrada federalna A215 (niem. Bundesautobahn 215 (BAB 215), Autobahn 215 (A215)), nazywana także odgałęzieniem kilońskim (niem. Kieler Abzweig) – autostrada w Niemczech przebiegająca z północy na południe łącząc Kilonię z autostradą A7 w kierunku południowym w Szlezwiku-Holsztynie.
Na całej długości trasa jest czteropasowa – posiada dwie jezdnie po dwa pasy ruchu.